# عيسى خلفان
عيسى خلفان (مواليد 12 مارس 2003) لاعب كرة قدم إماراتي يجيد اللعب كمهاجم مع نادي العين في دوري الخليج العربي الإماراتي .

## الحياة الشخصية
هو شقيق كل من محمد خلفان وخالد خلفان.

## روابط خارجية
- عيسى خلفان على موقع قاعدة بيانات كرة القدم.إي يو (الإنجليزية)
- عيسى خلفان على موقع Soccerway.com (الإنجليزية)